# فیسترا
فیسترا (به اسپانیایی: Finisterre) یکی از دهستان‌های اسپانیا است که در استان لاکرونیا واقع شده‌است.

## خصوصیات
فیسترا ۲۹٫۴۳ کیلومترمربع مساحت و ۵٬۰۰۵ نفر جمعیت دارد.